# Хенри Си де Габриеле
Хенри Си де Габриеле е малтийски дипломат и банкер.
Заемал е важни дипломатически постове в чужбина:
- посланик (седалище във Валета, Малта) в България, Хърватия, Швейцария от 2004 г.
- посланик в Израел, Гърция (1997 – 2003).

Бил е управител на централната малтийска банка.